# Chaumont-sur-Aire
Pour les articles homonymes, voir Chaumont.
Chaumont-sur-Aire est une commune française située dans le département de la Meuse, en région Grand Est.

## Géographie

### Communes limitrophes
| Courcelles-sur-Aire | Courcelles-sur-Aire | Neuville-en-Verdunois |
| Courcelles-sur-Aire | Chaumont-sur-Aire   | Neuville-en-Verdunois |
| Érize-la-Petite     | Érize-la-Petite     | Longchamps-sur-Aire   |

### Hydrographie
La commune est dans la région hydrographique « la Seine du confluent de l'Oise (inclus) à l'embouchure » au sein du bassin Seine-Normandie. Elle est drainée par l'Aire, l'Ezrule, le Ru, le cours d'eau 01 de la commune de Chaumont-sur-Aire, le Bouvrot, le Fossé 01 de la commune de Chaumont-sur-Aire, le ruisseau de Parfondeval, le Fossé 03 de la commune de Chaumont-sur-Aire, le Fossé 06 de la commune de Chaumont-sur-Aire, le Fossé 02 de la commune de Courcelles-sur-Aire et le canal Mortmoulin,.
L'Aire, d'une longueur de 125 km, prend sa source dans la commune de Saint-Aubin-sur-Aire, à 324 m d'altitude, et se jette  dans l'Aisne, en rive droite à Senuc, à 104 m d'altitude, après avoir traversé 36 communes. Les caractéristiques hydrologiques de l'Aire sont données par la station hydrologique située sur la commune de Beausite. Le débit moyen mensuel est de 3,79 m3/s. Le débit moyen journalier maximum est de 58,2 m3/s, atteint lors de la crue du 21 décembre 1993. Le débit instantané maximal est quant à lui de 63,1 m3/s, atteint le même jour.
L'Ezrule, d'une longueur de 18 km, prend sa source dans la commune de Érize-Saint-Dizier et se jette  dans l'Aire sur la commune, après avoir traversé six communes. 

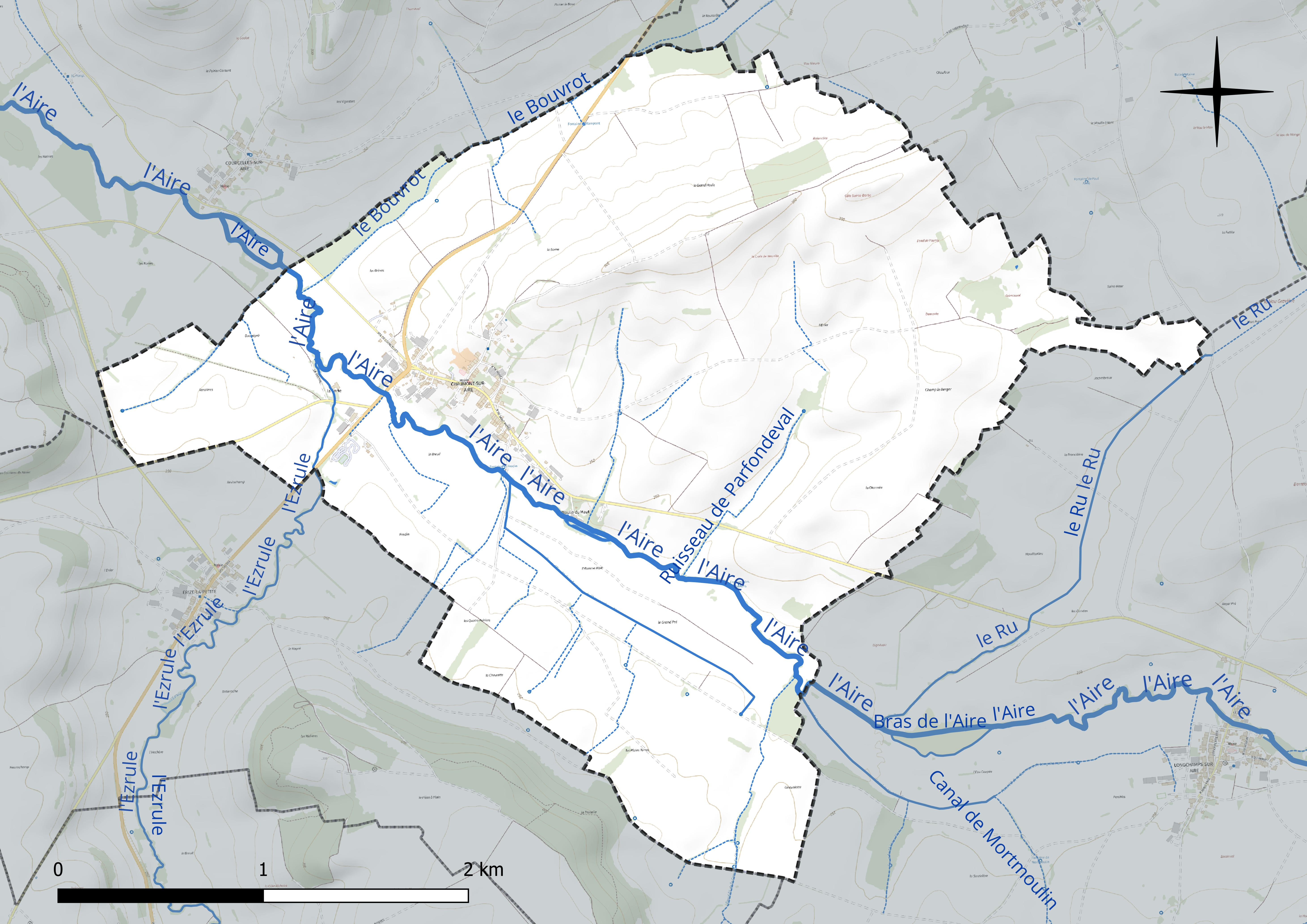
Réseau hydrographique de Chaumont-sur-Aire.

### Climat
Pour des articles plus généraux, voir Climat du Grand Est et Climat de la Meuse.
En 2010, le climat de la commune est de type climat de montagne, selon une étude du Centre national de la recherche scientifique s'appuyant sur une série de données couvrant la période 1971-2000. En 2020, Météo-France publie une typologie des climats de la France métropolitaine dans laquelle la commune est exposée à un climat océanique altéré et est dans la région climatique  Lorraine, plateau de Langres, Morvan, caractérisée par un hiver rude (1,5 °C), des vents modérés et des brouillards fréquents en automne et hiver. 
Pour la période 1971-2000, la température annuelle moyenne est de 9,6 °C, avec une amplitude thermique annuelle de 16,1 °C. Le cumul annuel moyen de précipitations est de 1 045 mm, avec 14,1 jours de précipitations en janvier et 9,8 jours en juillet. Pour la période 1991-2020, la température moyenne annuelle observée sur la station météorologique installée sur la commune est de 10,8 °C et le cumul annuel moyen de précipitations est de 850,0 mm. 
La température maximale relevée sur cette station est de 41,1 °C, atteinte le 25 juillet 2019 ; la température minimale est de −15,5 °C, atteinte le 20 décembre 2009,,. 
| Mois                                  | jan.           | fév.           | mars          | avril         | mai           | juin          | jui.          | août          | sep.          | oct.          | nov.          | déc.           | année      |
| ------------------------------------- | -------------- | -------------- | ------------- | ------------- | ------------- | ------------- | ------------- | ------------- | ------------- | ------------- | ------------- | -------------- | ---------- |
| Température minimale moyenne (°C)     | 0,2            | 0,3            | 2,3           | 5,1           | 8,2           | 11,7          | 13,7          | 13,7          | 10,1          | 7,4           | 4             | 1,2            | 6,5        |
| Température moyenne (°C)              | 2,6            | 3,3            | 6,6           | 10,5          | 13,8          | 17,5          | 19,6          | 19,2          | 15,4          | 11,3          | 6,6           | 3,5            | 10,8       |
| Température maximale moyenne (°C)     | 5              | 6,3            | 10,8          | 15,8          | 19,4          | 23,3          | 25,6          | 24,7          | 20,7          | 15,1          | 9,3           | 5,9            | 15,2       |
| Record de froid (°C) date du record   | −11,6 07.01.09 | −14,7 07.02.12 | −7,6 15.03.13 | −4,4 06.04.21 | −0,8 05.05.19 | 3,3 05.06.09  | 5,8 31.07.15  | 5,2 11.08.16  | 1,4 30.09.22  | −3,9 29.10.12 | −6,2 30.11.20 | −15,5 20.12.09 | −15,5 2009 |
| Record de chaleur (°C) date du record | 15,2 01.01.23  | 21,5 27.02.19  | 24,8 31.03.21 | 27,1 19.04.18 | 32,6 28.05.17 | 36,4 26.06.19 | 41,1 25.07.19 | 37,7 19.08.12 | 33,5 11.09.23 | 28,3 02.10.23 | 21,4 08.11.15 | 16,2 17.12.15  | 41,1 2019  |
| Précipitations (mm)                   | 83,1           | 69,3           | 63,2          | 45,8          | 74,2          | 69,4          | 61            | 70,5          | 69,3          | 70,2          | 74,8          | 99,2           | 850        |

| Diagramme climatique                                  |            |             |             |             |              |            |              |              |             |          |            |
| J                                                     | F          | M           | A           | M           | J            | J          | A            | S            | O           | N        | D          |
| 50,283,1                                              | 6,30,369,3 | 10,82,363,2 | 15,85,145,8 | 19,48,274,2 | 23,311,769,4 | 25,613,761 | 24,713,770,5 | 20,710,169,3 | 15,17,470,2 | 9,3474,8 | 5,91,299,2 |
| Moyennes : • Temp. maxi et mini °C • Précipitation mm |            |             |             |             |              |            |              |              |             |          |            |

Les paramètres climatiques de la commune ont été estimés pour le milieu du siècle (2041-2070) selon différents scénarios d'émission de gaz à effet de serre à partir des nouvelles projections climatiques de référence DRIAS-2020. Ils sont consultables sur un site dédié publié par Météo-France en novembre 2022.

## Urbanisme

### Typologie
Au 1er janvier 2024, Chaumont-sur-Aire est catégorisée commune rurale à habitat dispersé, selon la nouvelle grille communale de densité à sept niveaux définie par l'Insee en 2022.
Elle est située hors unité urbaine et hors attraction des villes,.

### Occupation des sols
L'occupation des sols de la commune, telle qu'elle ressort de la base de données européenne d’occupation biophysique des sols Corine Land Cover (CLC), est marquée par l'importance des territoires agricoles (96,4 % en 2018), une proportion sensiblement équivalente à celle de 1990 (96,5 %). La répartition détaillée en 2018 est la suivante : 
terres arables (60 %), prairies (36,4 %), zones urbanisées (3,5 %). L'évolution de l’occupation des sols de la commune et de ses infrastructures peut être observée sur les différentes représentations cartographiques du territoire : la carte de Cassini (XVIIIe siècle), la carte d'état-major (1820-1866) et les cartes ou photos aériennes de l'IGN pour la période actuelle (1950 à aujourd'hui).

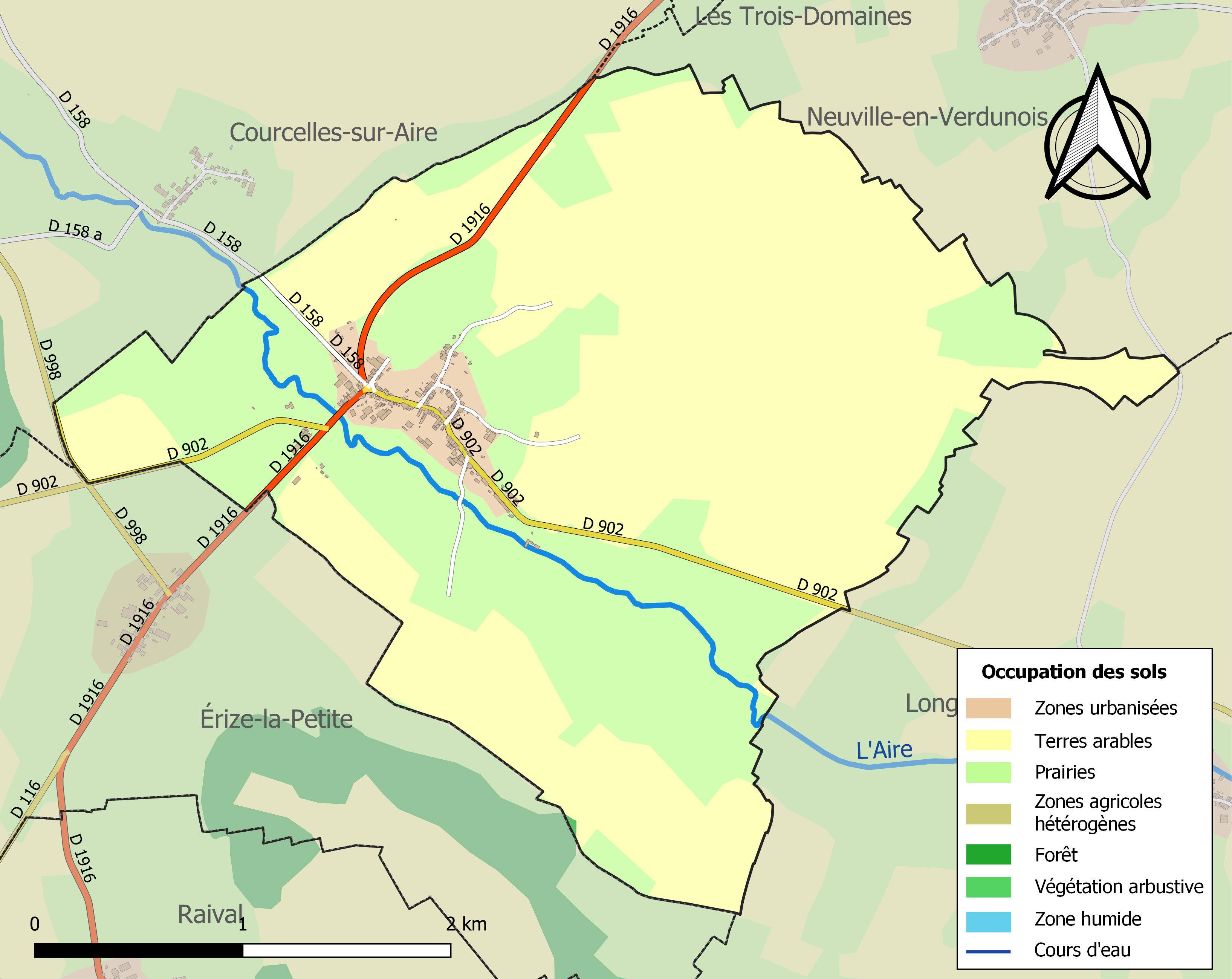
Carte des infrastructures et de l'occupation des sols de la commune en 2018 (CLC).

## Toponymie
Le nom de la localité est attesté sous les formes Calvus-Mons (1177) ; In finagio de Chaumont (1280) ; Chamont (1343) ; Chaumont-sur-Eyre (1373) ; Chaulmont (1349) ; Chaulmont-sur-Eyre (1579) ; Calvus-mons-supra-Erram (1642) ; Chaumont-en-Barrois (1642) ; Calvo-Mons-super-Erram (1749) ; Calvomontium-super-Erram (1756).

Comme presque tous les Chaumont de France, il s'agit d'un « mont chauve » ; issu du latin mons calvus / montem calvum.

L'Aire, est une rivière qui traverse le territoire de la commune, dans les départements de la Meuse et des Ardennes.

## Histoire
Lors de la Première Guerre mondiale, il y avait à Chaumont-sur-Aire un centre hospitalier où, le 16 août 1917, François Viallet, 1er canonnier-conducteur au 16e régiment d'artillerie de campagne[pertinence contestée], est mort par blessures de guerre.

## Politique et administration
| Période                                  | Période   | Identité      | Étiquette | Qualité                                |
| ---------------------------------------- | --------- | ------------- | --------- | -------------------------------------- |
| Les données manquantes sont à compléter. |           |               |           |                                        |
| mars 2001                                | mars 2014 | Guy Sanzey    | PS        | Président de la Communauté de communes |
| mars 2014                                | En cours  | Karine Patris |           |                                        |

## Population et société

### Démographie
L'évolution du nombre d'habitants est connue à travers les recensements de la population effectués dans la commune depuis 1793. Pour les communes de moins de 10 000 habitants, une enquête de recensement portant sur toute la population est réalisée tous les cinq ans, les populations de référence des années intermédiaires étant quant à elles estimées par interpolation ou extrapolation. Pour la commune, le premier recensement exhaustif entrant dans le cadre du nouveau dispositif a été réalisé en 2007.

En 2022, la commune comptait 120 habitants, en évolution de −9,77 % par rapport à 2016 (Meuse : −4,4 %, France hors Mayotte : +2,11 %).
| 1793 | 1800 | 1806 | 1821 | 1831 | 1836 | 1841 | 1846 | 1851 |
| ---- | ---- | ---- | ---- | ---- | ---- | ---- | ---- | ---- |
| 388  | 451  | 500  | 450  | 469  | 476  | 527  | 513  | 512  |

| 1856 | 1861 | 1866 | 1872 | 1876 | 1881 | 1886 | 1891 | 1896 |
| ---- | ---- | ---- | ---- | ---- | ---- | ---- | ---- | ---- |
| 457  | 464  | 462  | 410  | 408  | 393  | 376  | 367  | 343  |

| 1901 | 1906 | 1911 | 1921 | 1926 | 1931 | 1936 | 1946 | 1954 |
| ---- | ---- | ---- | ---- | ---- | ---- | ---- | ---- | ---- |
| 315  | 311  | 303  | 255  | 254  | 248  | 253  | 218  | 203  |

| 1962 | 1968 | 1975 | 1982 | 1990 | 1999 | 2006 | 2007 | 2012 |
| ---- | ---- | ---- | ---- | ---- | ---- | ---- | ---- | ---- |
| 186  | 186  | 173  | 157  | 151  | 157  | 164  | 165  | 153  |

| 2017 | 2022 | - | - | - | - | - | - | - |
| ---- | ---- | - | - | - | - | - | - | - |
| 126  | 120  | - | - | - | - | - | - | - |

## Culture locale et patrimoine

### Lieux et monuments
- L'église Saint-Pierre.
- Le monument aux morts.

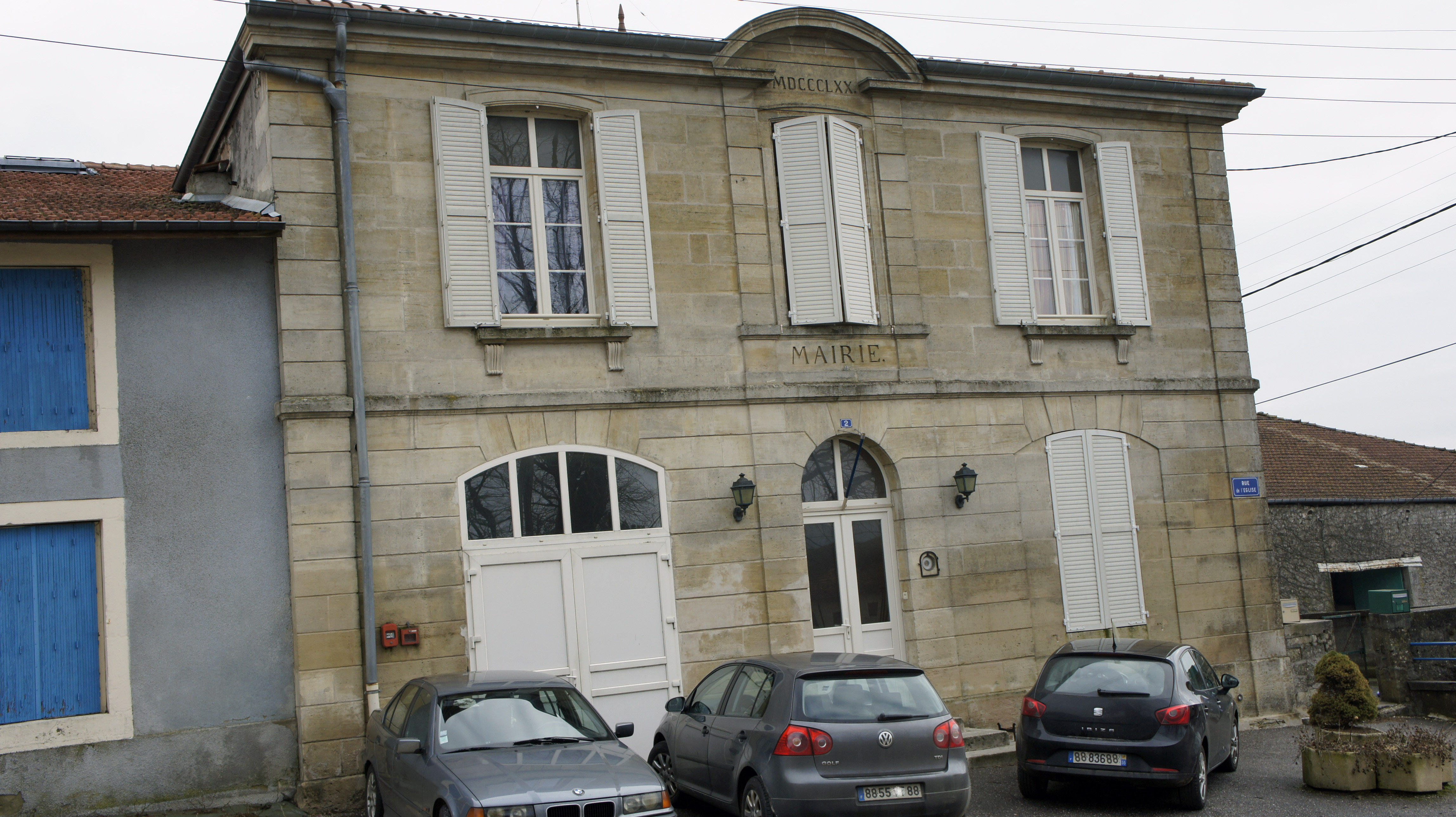
La mairie.
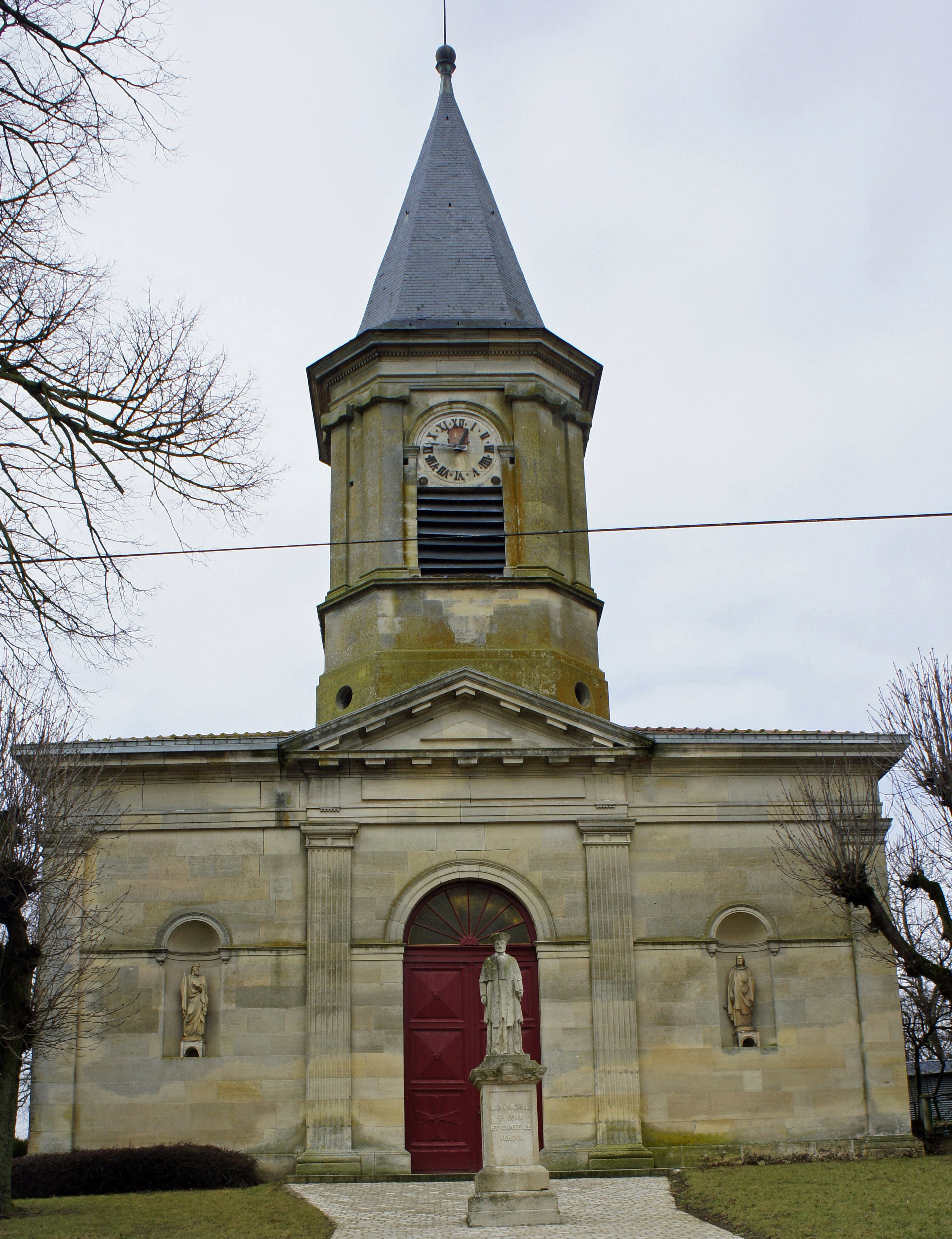
L'église Saint-Pierre.
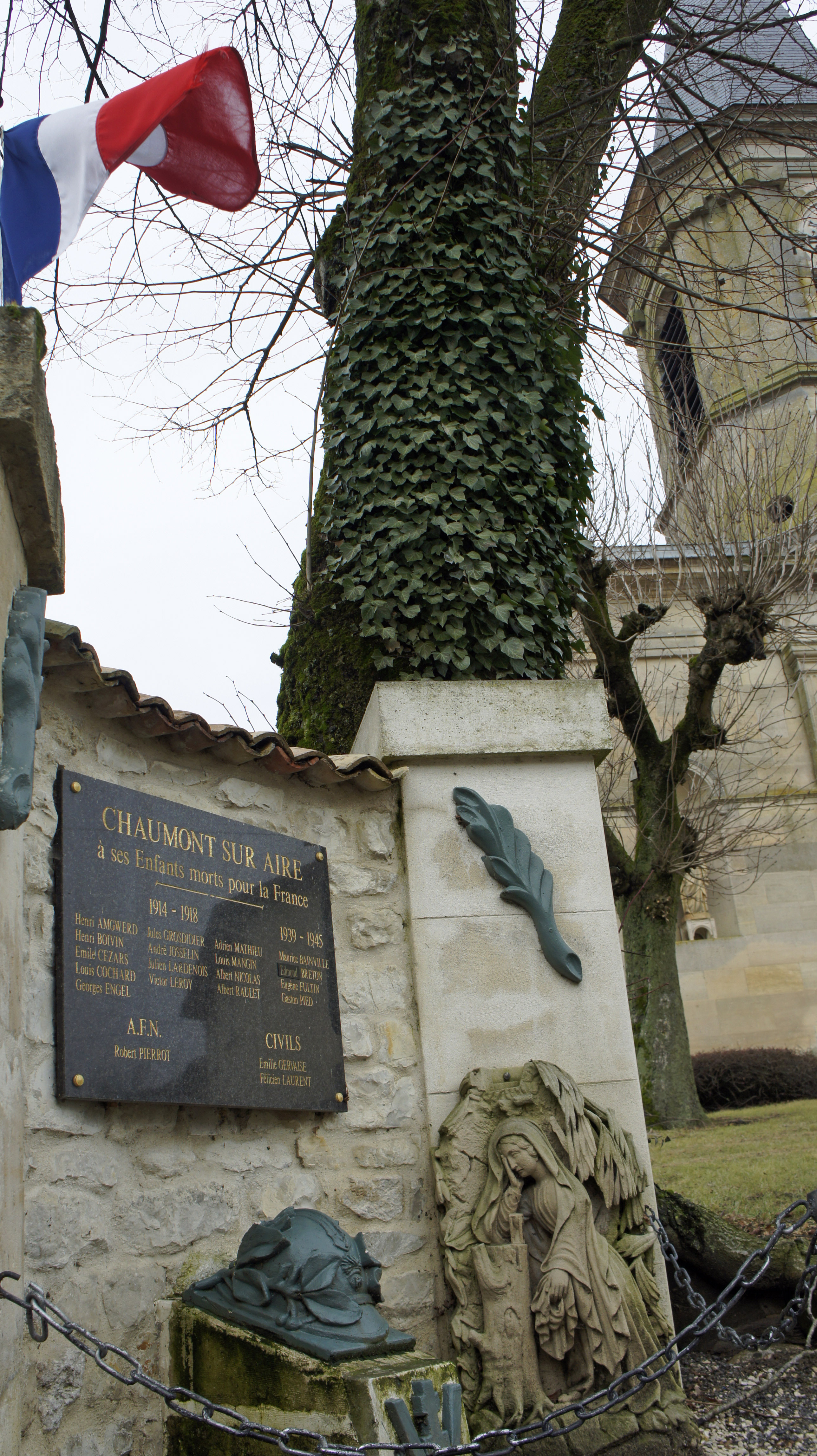
Le monument aux morts.

### Personnalités liées à la commune
- Nicolas Psaume, comte-évêque de Verdun, prince du Saint-Empire romain germanique.

### Héraldique
| Blason de Chaumont-sur-Aire | Blason  | D'azur au chevron d'or, accompagné en chef de deux étoiles du même et en cœur d'une tour d'argent ouverte et ajourée du champ ; à la champagne voûtée d'or. |
| Blason de Chaumont-sur-Aire | Détails | Création de R.A. Louis avec les conseils de la commission héraldique de l'UCGL. Adopté par la commune en décembre 2012.                                     |